# Mínótauros

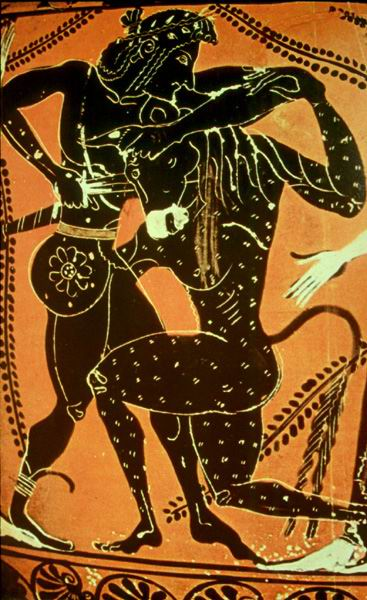
Minotaurus

Mínótauros (řecky Μινώταυρος), latinizovanou formou Minotaurus, je v řecké mytologii bestie s lidským tělem a býčí hlavou. Narodil se ze spojení bílého býka a krétské královny Pásifaé, její manžel, král Mínós, jej nechal zavřít do krétského labyrintu, který k tomu účelu postavil Daidalos a Ikaros. Mínótaura zabil hrdina Théseus, který se poté z labyrintu dostal s pomocí princezny Ariadny.

## Legenda
Podle legendy Pásifaé, manželku krétského krále Mínóa, svedl bílý býk. Po čase porodila zrůdného syna – člověka s lidským tělem a býčí hlavou. Nazvali jej Asterion po Mínoově otci, známý je ale pod jménem Minotauros. Král si nechal od proslulého athénského stavitele a sochaře Daidala vybudovat spletitý Labyrint, do kterého pak nevlastního krvelačného syna uvěznil. Tak ho schoval i před zraky svých poddaných. Nevěrné královně Pásifaé připravil král Mínós rafinovanou a krutou smrt.
Mezi Krétou a Athénami vypukla válka poté, co byl při lovu na Maratónského býka (Minotaurova otce, kterého dostal na pevninu Herakles) zabit syn krále Mínóa – Androgeós. Athény padly a byla na ně uvalena povinnost – každoročně museli posílat na Krétu sedm dívek a sedm chlapců.
Až jednou se k vylosovaným nešťastníkům dobrovolně připojil hrdina Théseus syn athénského krále Aigea a byl rozhodnut
Athény tohoto trestu zbavit. Krétský král ho celkem vlídně přijal, popřál mu štěstí, avšak upozornil ho, že možná Mínótaura zabije, ale sotva se dostane z labyrintu ven.
S pomocí bohyně Afrodíté padla Théseovi do oka královská dcera Ariadna a i ona se do něj zamilovala. Tak se stalo, že v předvečer mu dala kouzelný meč a přidala klubko niti, které za sebou bude rozmotávat a tak najde zpáteční cestu.
Ráno byly oběti odvedeny k labyrintu, ale dovnitř vstoupil jen Théseus, odvíjel Ariadninu nit a tmavými vlhkými chodbami se dostal až k obludě a Mínótaura v těžkém souboji zabil.
Dostal se šťastně ven a byl všemi šťastně vítán. Král mu poděkoval za zabití netvora a zrušil povinnou každoroční oběť. Dál už ale tolik štěstí neměl. Ariadna chtěla odplout s Théseem, ale noc před odplutím jí ve snu Athéna přikázala, ať nikam nejezdí. Místo toho se druhý den stala manželkou boha vína Dionýsa. Theseus se vracel sám, a protože nechal na lodi černé plachty, znamení vlastní smrti, jeho čekající otec král Aigeus se žalem vrhl do moře. I sám Théseus po letech kralování a mnohých hrdinských dobrodružství neslavně zahynul a byl svržen do moře jako jeho otec.

## Odraz v umění
Z antiky se zachovalo mnoho zobrazení Mínótaura.
- malba na Attické číši Théseus zabíjí Mínótaura z počátku 5. stol. př. n. l. (dnes v archeologickém muzeu v Athénách)
- socha Mínótauros asi z 3.–2. stol. př. n. l. (dnes ve Vatikánském muzeu)
- z moderních malířů zobrazili Mínótaura mnohokrát Henri Matisse a zejména Pablo Picasso
- V mnoha moderních románech a povídkách žánru fantasy vystupují mínótaurové jako rasa antropomorfních bytostí, zpravidla větších a statnějších než lidé, s rohy a býčím obličejem. Obvykle nejsou nepřáteli lidí ani se neživí lidským masem, jsou však často bojovní a tvrdohlaví. Jedná se například o slavné Letopisy Narnie od C. S. Lewise nebo romány Richarda A. Knaaka Minotaur Kaz a Země minotaurů.

## Podobné bytosti
- Mahiša: démon z indické mytologie s hlavou buvola, který se pokusil ovládnout svět, ale byl zabit bohyní Durgou.
- Sarangay: démonická bytost z filipínského folklóru v podobě muže s býčí nebo buvolí hlavou. Podle pověstí často hlídá poklad a zloděje, který by se mu ho pokusil uzmout, probodne svými rohy.